# Decisione sulla capitale della Germania
La decisione sulla capitale (in tedesco Hauptstadtbeschluss) fu una decisione politica, al tempo anche in parte controversa, presa dal Bundestag tedesco il 20 giugno 1991, a pochi mesi dalla riunificazione tedesca, volta a trasferire la sede delle istituzioni nazionali da Bonn a Berlino.
Nonostante il nome, il termine è pressoché fuorviante, poiché Berlino era già diventata tecnicamente la capitale federale della Repubblica Federale Tedesca nel 1990 grazie ad una delle clausole del Trattato di Unificazione.

## Decisione ed attuazione

### Contesto e voto parlamentare

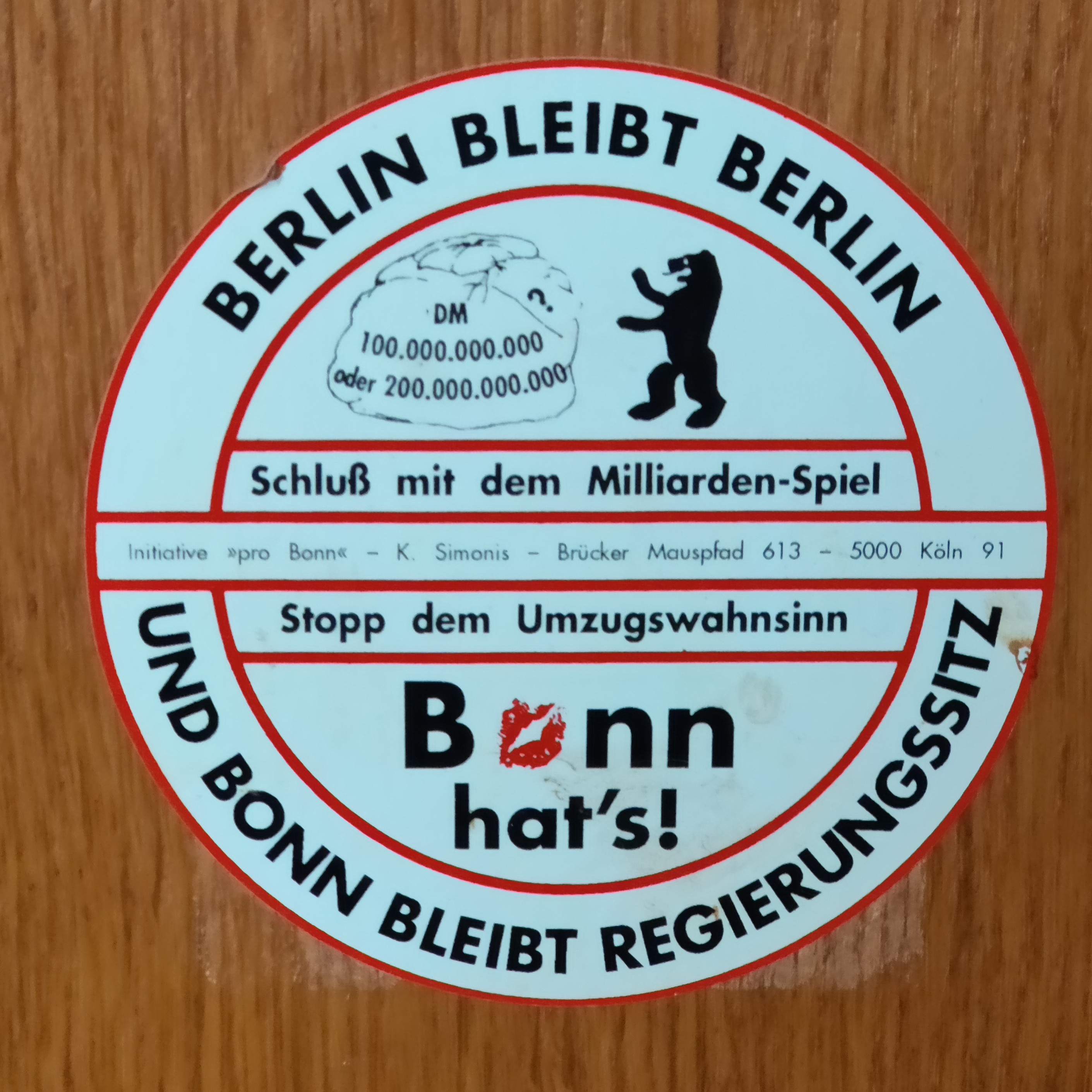
Un adesivo di sostegno a Bonn come sede del governo. Il testo recita: "Bonn può farcela! Berlino resta Berlino e Bonn resta la sede del governo. Basta con il gioco dei miliardi [di marchi tedeschi]. Basta con la follia delle ricollocamentazioni".

Con la riunificazione della Germania, Berlino divenne nuovamente la capitale del paese, status che aveva già mantenuto dal 1871 al 1945.
Tuttavia, la sede del governo rimase comunque a Bonn, che era stata la capitale "provvisoria" della Germania Ovest dal 1949 al 1990. Difatti, vi era una certa opinione a favore del mantenimento della sede del governo nella cittadina (il che avrebbe creato una situazione analoga a quella dei Paesi Bassi, dove Amsterdam è la capitale ma L'Aia è la sede del governo), sia per quanto riguarda il timore del passato legame di Berlino con la Germania nazista e sia per la maggiore vicinanza di Bonn a Bruxelles, già sede delle sempre più importanti Comunità europee. 
Oltre a ciò, in aggiunta, un altro fattore importante fu quello geografico: difatti, Bonn si trovava anche nella regione più ricca e densamente popolata della Germania, mentre gli ex stati della Germania dell'Est che circondavano Berlino erano economicamente depressi e relativamente poco popolati, cosa che non avrebbe avvantaggiato la capitale nel suo sviluppo e nella sua interconnessione col resto del paese.
Nonostante ciò, fu presto molto sentita transpartiticamente, e dunque introdotta, la proposta denominata "Completamento dell'unità della Germania", con l’obiettivo di stabilire la futura sede del governo a Berlino. Tra i proponenti vi erano importanti membri dell’SPD come Willy Brandt, Hans-Jochen Vogel e Wolfgang Thierse, ma anche membri dell’FDP come Burkhard Hirsch, Hermann Otto Solms, Rainer Ortleb, della CDU/CSU come Günther Krause, Wolfgang Schäuble e Oscar Schneider e dell’Alleanza 90 (il solo Wolfgang Ullmann).
Giunta in assemblea, dunque, dopo più di dieci ore di discussione, il Bundestag passò infine alla votazione: con 338 favorevoli e 320 contrari, il progetto fu approvato, con reazioni varie. A causa di un errore iniziale, tuttavia, il conteggio iniziale era compreso tra 337 e 320, ma il numero dei voti sì è stato successivamente determinato in 338. 
Il voto si è sviluppato in gran parte lungo linee regionali, con i legislatori del sud e dell’ovest a favore di Bonn e i legislatori del nord e dell’est che hanno invece votato per Berlino. Nello specifico, dei 328 deputati eletti direttamente, 169 hanno votato per Bonn e 153 per Berlino, mentre dei deputati eletti tramite le liste regionali, 185 erano per Berlino e 151 per Bonn. Il voto ha rotto, in questo senso, anche i confini generazionali: i legislatori più anziani, con ricordi della gloria passata di Berlino, la preferirono, mentre i legislatori più giovani, in ottica futura, preferirono Bonn. 
Degno di nota, tuttavia, è che alla fine, i voti dei parlamentari dell’ex-Germania dell’Est hanno effettivamente fatto pendere la bilancia a favore di Berlino, dato che senza il loro contributo la votazione sarebbe potenzialmente potuta fallire.

Scelta di voto dei parlamentari eletti nelle circoscrizioni elettorali alle elezioni del Bundestag del 1990: In blu i votanti per Berlino (153), in verde i votanti per Bonn (169) e in grigio le circoscrizioni i cui membri non parteciparono (6)

Di seguito, un prospetto riassuntivo:
| Partito | Per Berlino | Per Berlino | Per Bonn | Per Bonn |
| Partito | Voti        | %           | Voti     | %        |
| ------- | ----------- | ----------- | -------- | -------- |
| CDU     | 146         | 54,1        | 124      | 45,9     |
| CSU     | 8           | 16,7        | 40       | 83,3     |
| SPD     | 110         | 46,6        | 126      | 53,4     |
| FDP     | 53          | 67,1        | 26       | 32,9     |
| Bü90    | 4           | 66,7        | 2        | 33,3     |
| PDS     | 17          | 94,5        | 1        | 5,5      |
| IND     | 0           | 0           | 1        | 100      |
| Totale  | 338         | 51,5        | 320      | 48,5     |

### Implementazione
Come risultato di questa decisione, furono dunque approvate numerose mozioni successive a diversi livelli di governo per facilitare il trasferimento della capitale tedesca a Berlino. 
Tuttavia, per garantire una "equa divisione del lavoro" tra le città, in seguito, si è anche deciso di trasferire i seguenti uffici governativi a Berlino, pur mantenendo un ufficio secondario e più piccolo a Bonn:
- Ufficio del Cancelliere
- Ufficio stampa federale
- Ministero degli Affari esteri
- Ministero degli Interni
- Ministero delle Finanze
- Ministero della Giustizia
- Ministero federale dell'Economia e della Tecnologia
- Ministero federale del Lavoro e degli Affari sociali
- Ministero dei Trasporti, dell'Edilizia e dello Sviluppo urbano
- Ministero della Famiglia, degli Anziani, delle Donne e della Gioventù

I seguenti ministeri federali, invece, sarebbero rimasti a Bonn, ciascuno con un secondo ufficio a Berlino:
- Ministero federale dell'Alimentazione, dell'Agricoltura e della Tutela dei consumatori
- Ministero federale della Difesa
- Ministero federale della Sanità
- Ministero federale dell'Ambiente, della conservazione della natura e della sicurezza nucleare
- Ministero federale dell'Istruzione e della Ricerca
- Ministero federale per la Cooperazione e lo Sviluppo economico
- Ministero federale delle poste e delle telecomunicazioni (soppresso nel 1998)

Successivamente, fu anche approvata la famosa Legge Berlino-Bonn nel 1994. Originariamente, essa prevedeva che il trasferimento dei ministeri federali a Berlino sarebbe stato avviato per il 1995, ma questa scadenza non fu alla fine rispettata, portando così il governo a determinare che il trasferimento avrebbe dovuto essere completato entro il 2000, con un budget non superiore a 20 miliardi di DM (10,2 miliardi di euro).
Durante questo periodo furono prese altre decisioni fondamentali, tra cui:
- Il Palazzo del Reichstag sarebbe stata la sede permanente del Bundestag
- La maggior parte dei ministeri federali si sarebbe trasferita a Berlino
- La maggior parte dei posti di lavoro ministeriali sarebbe invece rimasta a Bonn
- Ogni ministero federale a Bonn e Berlino avrebbe avuto un secondo ufficio nell'altra città
- La Presidenza federale avrebbe avuto sede a Berlino

Berlino ha ufficialmente adottato il suo pieno ruolo di sede del parlamento e del governo della Repubblica Federale Tedesca nel luglio 1999.